# Tjugofemöringen

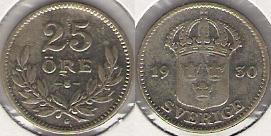
En tjugofemöring från år 1930.

Tjugofemöresmyntet är ett avskaffat svenskt mynt med valören 25 öre.

## Varianter
- 1855–1859, under Oscar I:s regeringstid, så präglas de första tjugofemöringarna. Dessa bär texten OSCAR SVERIGES NORR. G. O. V. KONUNG samt Oscar I:s porträtt på åtsidan och har på frånsidan texten 25 ÖRE samt årtalet med en krans och en krona högst upp. Dessa är 17,7 mm i diameter och väger 2,13 gram.
- 1862–1871, under Karl XV:s regeringstid, så präglas en variant av tjugofemöringar. Dessa bär texten CARL XV SVERIGES NORR. G. O. V. KONUNG samt Karl XV:s porträtt på åtsidan och har på frånsidan texten 25 ÖRE samt årtalet med en krans och en krona högst upp. Dessa är 17,4 mm i diameter och väger 2,13 gram.
- 1874–1907, under Oscar II:s regeringstid, präglas tre varianter av tjugofemöringar.
  - Den första varianten präglad 1874–1878 pryds på åtsidan av Oscar II:s monogram samt tre kronor och texten BRÖDRAFOLKENS VÄL (konungens valspråk). Frånsidan har en krans samt inom den texten 25 ÖRE och årtalet. Dessa är 17 mm i diameter och väger 2,42 gram varav 1,45 gram d.v.s. 60% är silver.
  - Den andra varianten präglad 1880–1905 har identisk åtsida som den första varianten men har valörtexten större på frånsidan och årtalet under kransen.
  - Den tredje och sista varianten präglad 1907 pryds på åtsidan av Oscar II:s monogram samt tre kronor och texten SVERIGES VÄL (konungens valspråk) och har identisk frånsida som den andra varianten.
- 1910–1950, under Gustaf V:s regeringstid, präglas tre varianter av tjugofemöringar, samtliga är 17 mm i diameter.
  - Den första varianten präglad 1910–1941 pryds på åtsidan av det krönta lilla riksvapnet och årtalet med två siffror till vänster om riksvapnet och två till höger om det, under lilla riksvapnet står texten SVERIGE på frånsidan återfinns texten 25 ÖRE och två lagerblad. Denna är i 60% silver.
  - Den andra varianten präglad 1921, 1940, 1941 och 1946–1947 pryds på åtsidan av en variant av konungens monogram samt årtalet uppdelat som på första varianten. Frånsidan är som den första variantens men med lagerbladen utbytta mot sädesax. Denna variant är i koppar och nickel.
  - Den tredje och sista varianten präglad 1943-1950 pryds på åtsidan av en krona och texten SVERIGE samt på frånsidan med texten 25 ÖRE samt årtalet. Dessa är i 40 % silver.
- 1952–1973, under Gustaf VI Adolfs regeringstid, präglas två varianter av tjugofemöringar, samtliga är 17 mm i diameter.
  - Den första varianten präglad 1952–1961 med en krona på åtsidan och på frånsidan texten SVERIGE 25 ÖRE och årtalet. Dessa är i 40% silver.
  - Den andra varianten präglad 1962–1973 har på åtsidan Gustaf VI Adolfs monogram samt årtalet med två siffror till vänster om monogrammet och två till höger om det. På frånsidan återfinns texten 25 ÖRE SVERIGE. Denna variant är helt i nickel.
- 1976–1984, under Carl XVI Gustafs regeringstid, präglades de sista tjugofemöringarna i en variant, dessa har på åtsidan Carl XVI Gustafs monogram samt årtalet med två siffror till vänster om monogramet och två till höger om det. Frånsidan bär texten SVERIGE 25 ÖRE. Dessa är helt i nickel.
- Den 30 juni 1985 var sista dagen som 25-öringen var giltig som betalningsmedel.[1]